# Турушка
Турушка तुरुष्कका — имя древнеиндийской царской династии, царствовавшей в Северной Индии (в Кашмире, Кабулистане и др.) и имевшей так называемое «туранское» или «индо-скифское» происхождение.